# Área metropolitana de Columbus (Georgia)
El Área Metropolitana de Columbus o conocida oficialmente como Área Estadística Metropolitana de Columbus, GA-AL MSA por la Oficina de Administración y Presupuesto, es un Área Estadística Metropolitana centrada en la ciudad de Columbus, en los estados estadounidenses de Georgia y Alabama. El área metropolitana tiene una población de 294.865 habitantes según el Censo de 2010, convirtiéndola en la 159.º área metropolitana más poblada de los Estados Unidos.

## Composición
El área metropolitana está compuesta por 4 condados del estado de Georgia, junto con su población según los resultados del censo 2010:
- Chattahoochee – 11.267 habitantes
- Harris – 32.024 habitantes
- Marion – 8.742 habitantes
- Muscogee – 189.885 habitantes;

y 1 condado del estado de Alabama, junto con su población según los resultados del censo 2010:
- Russell – 52.947 habitantes

## Principales comunidades del área metropolitana
Ciudad principal 
- Columbus

Comunidades con más de 10.000 habitantes 
- Cusseta-Chattahoochee
- Fort Benning South
- Phenix City